# Подсудимый
Подсудимым называется обвиняемый с момента, когда назначено судебное разбирательство по его делу и до вступления приговора в законную силу либо оправдания. С момента вынесения приговора подсудимый называется либо осуждённым (в случае обвинительного приговора) либо оправданным (в случае оправдательного приговора).

## Права и обязанности подсудимого

### Права
- Подсудимый может принимать участие в судебном разбирательстве, при этом он может выполнять следующие действия:
  - выступления во время суда;
  - предъявление доказательств;
  - заявление ходатайств и отводов;
  - выступление с последним словом;
  - обжалование судебного приговора;
  - помощь адвоката.

### Обязанности
- Обязательна явка в суд подсудимого.